# Ivan Čuček
Ivan Čuček, slovenski geodet, * 9. februar 1911, Rače, † 24. februar 1992.

## Življenje in delo
Diplomiral je leta 1936 iz geodezije in kulturne tehnike na ljubljanski Tehniški fakulteti (TF). Do 1945 je bil zaposlen v tehničnem oddelku ljubljanske mestne občine. Leta 1946 je bil izvoljen za docenta in 1961 za rednega profesorja fotogrametrije na geodetskem oddelku TF v Ljubljani. Strokovno se je izpopolnjeval v Parizu. V letih 1960-1961 je bil dekan na Fakulteti za gradbeništvo in geodezijo v Ljubljani. Profesor Čuček je zaslužen za ustanovitev Inštituta za geodezijo in fotometrijo v Ljubljani; od  14. decembra 1953 do upokojitve 31. oktobra 1979 je bil tudi njegov direktor. Skonstruiral je več fotogrametričnih instrumentov (fotopantograf, anaglifometer, fotoprerisovalnik, radialsekator, devilometer in fototeodolit) in se ukvarjal z aplikacijo fotogrametrije za topografske in druge namene. Z ureditvijo specialne poligrafske opreme je ustvaril podlago za razvoj sodobne kartografije v Sloveniji. Leta 1989 je bil imenovan tudi za zaslužnega profesorja Univerze v Ljubljani.